# NGC 5091
NGC 5091 је спирална галаксија у сазвежђу Кентаур која се налази на NGC листи објеката дубоког неба.
Деклинација објекта је - 43° 43' 13" а ректасцензија 13h 21m 17,9s. Привидна величина (магнитуда) објекта NGC 5091 износи 13,1 а фотографска магнитуда 13,9. NGC 5091 је још познат и под ознакама ESO 270-4, MCG -7-27-55, AM 1318-432, DCL 567, PGC 46626.